# Roughly Speaking
Pour plus de détails, voir Fiche technique et Distribution.
Roughly Speaking est un film américain en noir et blanc réalisé par Michael Curtiz, sorti en 1945.
Le film est adapté du roman autobiographique du même nom de Louise Randall Pierson (1890-1969), parue en 1943. 

## Synopsis
Lorsque son père perd sa fortune puis meurt, Louise Randall ne se laisse pas abattre. Elle prend un emploi de secrétaire sur un chantier naval. Puis elle épouse le commis de banque Rodney Crane et quitte son travail par amour pour lui. Quatre enfants naissent dans un court laps de temps. Elle est une épouse et mère peu conventionnelle et très indépendante. Dix ans plus tard, son mari demande le divorce. Louise rencontre alors Harold Pierson.

## Fiche technique
- Titre : Roughly Speaking
- Réalisation : Michael Curtiz
- Scénario : Louise Randall Pierson, d'après son livre (1943)
- Musique : Max Steiner
- Photographie : Joseph Walker
- Montage : David Weisbart
- Société de production et de distribution : Warner Bros.
- Pays de production :  États-Unis
- Langue d'origine : anglais américain
- Format : noir et blanc — 1,37:1 — son : mono
- Genre : comédie dramatique
- Durée : 117 minutes
- Dates de sortie :
  - États-Unis : 31 janvier 1945
  - France : 4 juillet 1945

## Distribution
- Rosalind Russell : Louise Randall Pierson
- Jack Carson : Harold C. Pierson
- Robert Hutton : John Crane (de 20 à 28 ans)
- Jean Sullivan : Louise Jr. (de 18 à 26 ans)
- Donald Woods : Rodney Crane
- Alan Hale : Lew Morton
- Andrea King : Barbara (de 21 à 29 ans)
- Ann Doran : Alice Abbott
- Mona Freeman : Barbara (de 15 à 20 ans)
- Robert Arthur : Frankie à 17 ans
- Ray Collins : M. John Chase Randall
- John Qualen : Svend Olsen
- Kathleen Lockhart : Mme Henrietta Louise Randall
- Ann E. Todd : Louise Randall enfant

Acteurs non crédités
- Sig Arno : George
- Irving Bacon : client dans le magasin de musique
- Lynn Baggett : la vendeuse
- Walter Baldwin : Jake
- Hobart Cavanaugh : le professeur
- Andy Clyde : Matt
- Charles Coleman : le maître d'hôtel
- Joyce Compton : fille
- Victoria Horne : employée de maison
- Mickey Kuhn : John (de 7 à 10 ans)
- Eily Malyon : le doyen
- Paul Panzer : le travailleur à la plantation de roses
- Lee Phelps : un homme
- Francis Pierlot : Dr Lewis
- Frank Puglia : Tony
- Mary Servoss : la servante Rose
- Johnny Sheffield : Frankie à 9 ans
- Arthur Shields : le ministre
- Russell Simpson : le colonel
- Craig Stevens : Jack Leslie
- Helene Thimig : Olga
- Pierre Watkin : le financier